# Walter Hoppe (Geologe)

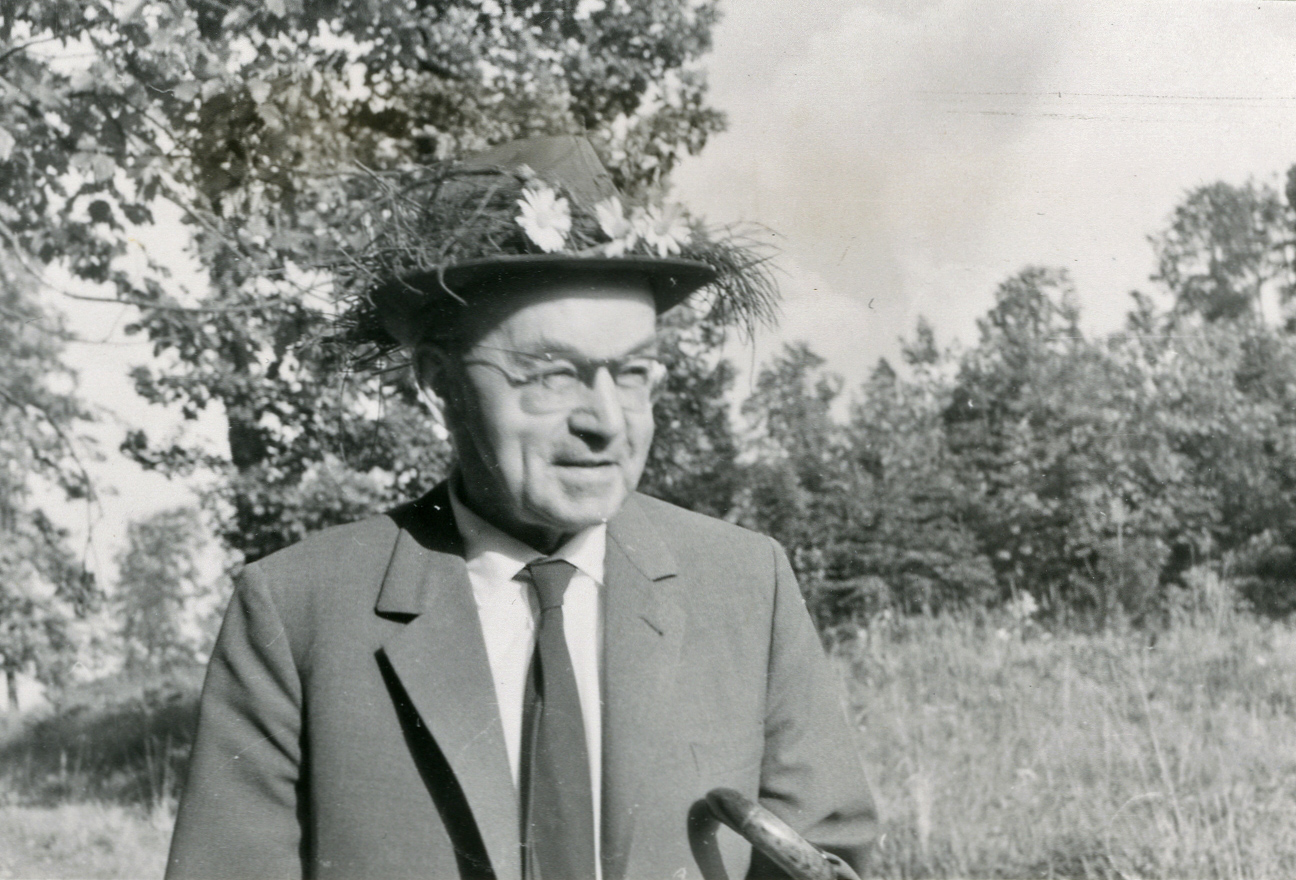
Walter Hoppe am 25. Juni 1962 auf dem Riechheimer Berg bei Weimar

Weihnachtsfeier 1919 an der Uni Leipzig. Walter Hoppe obere Reihe, Dritter von rechts mit Spielzeugkamel in der Hand in der Anspielung auf seine Sinaistudien

Walter Hoppe, zweiter von links, im zweiten Jahr seiner Tätigkeit an der Thüringischen Geologischen Landesuntersuchung Jena im Jahr 1927

Walter Hoppe (* 25. Juli 1896 in Beedeln (bei Rochlitz); † 26. Februar 1976 in Jena) war ein deutscher Geologe und Hochschullehrer, der sich besonders mit der Geologie Thüringens befasst hat.

## Leben und Arbeit
Walter Hoppe wurde 1896 als Sohn des Gutsbesitzers Julius Hugo Hoppe und seiner Ehefrau Lina Hulda geb. Thalmann in Beedeln in Sachsen geboren. Er legte 1916 das Abitur an der Oberrealschule in Chemnitz ab. Anschließend meldete er sich freiwillig zum Militär und wurde an der Westfront eingesetzt, wo er nach schwerer Verwundung dienstuntauglich wurde.
1917 bis 1921 studierte er Naturwissenschaften mit dem Hauptfach Geologie an den Universitäten Göttingen und Leipzig.
Am 3. Mai 1921 wurde er mit einer paläontologischen Arbeit über „Jura und Kreide der Sinaihalbinsel“ bei Franz Kossmat in Leipzig promoviert. Anschließend war er von 1921 bis 1924 Assistent am Institut für Geologie und Technische Gesteinskunde der TH Darmstadt unter Alexander Steuer, um dann vom 1. April 1924 bis zum 31. März 1926 als Assistent am Mineralogischen Institut der Universität Leipzig unter Friedrich Rinne zu arbeiten.
1924 wurde er mit dem petrografischen Thema „Untersuchungen an kontaktmetamorphen Sedimenten des Odenwaldes“ habilitiert.
Am 1. April 1926 begann er seine Arbeit als Landesgeologe im Staatlichen Geologischen Dienst Thüringen und trat in die 1925 gegründete Thüringische Geologische Landesuntersuchung in Jena ein. Er gründete eine Familie in Jena. Im Zweiten Weltkrieg war er als sogenannter Wehrgeologe vor allem in Norwegen eingesetzt.
Ab 1946 arbeitete er zuerst weiter an der neugegründeten Außenstelle Jena der „Deutschen Geologischen Landesanstalt in der sowjetischen Besatzungszone“ und ihrer Nachfolgeinstitution und wirkte dort von 1950 bis 1954 als Chefgeologe in der Nachfolge von Fritz Deubel. Im Herbst 1951 wurde Hoppe zusätzlich zum Lehrbeauftragten für Angewandte Geologie an der Friedrich-Schiller-Universität Jena ernannt. Dort wurde ihm 1953 der Titel Professor verliehen.
Am 1. August 1954 wurde Walter Hoppe auf den neu eingerichteten Lehrstuhl für Geologie an der Hochschule für Architektur und Bauwesen (HAB) in Weimar berufen. Dort wurde am 1. Januar 1957 das Institut für Geologie und Technische Gesteinskunde gegründet, zu dessen Direktor er in der Folgezeit ernannt wurde.
Am 1. September 1962 wurde Walter Hoppe emeritiert, hielt aber noch weiter Vorlesungen. 1962 wurde ihm der Nationalpreis der DDR III. Klasse verliehen, und er wurde 1964 in die Akademie der Wissenschaften der DDR aufgenommen. Bis zu seinem Tode lebte er in Jena und verstarb dort am 16. Februar 1976.

## Forschungsschwerpunkte
Der Hauptschwerpunkt der Forschungen von Walter Hoppe lag in seiner Thüringer Zeit auf dem Gebiet der Hydrologie und der Erkundung der Kalilagerstätten an der Werra und im Südharz. Außerdem befasste er sich mit der Buntsandsteinstratigrafie und der technischen Gesteinskunde.

## Schüler
Zu seinen Schülern (Doktoranden und Habilitanden) zählten:
- Günter Hase
- Günther Hecht
- Georg Judersleben
- Johannes Jungwith
- Hans Kästner
- Dieter Klaua
- Rolf Langbein (Habilitation)
- Gert Michel
- Peter Puff
- Gerhard Schlegel
- Hans-Eckart Schneider
- Arno Schwandt
- Gerd Seidel (Habilitation)
- Jürgen Seifert
- Walter Steiner[4]  (Habilitation)
- Josepha Wiefel
- Werner Ziegenhardt

## Schriften
(in Auswahl)
- Jura und Kreide der Sinaihalbinsel. Leipzig 1921.
- Jura und Kreide der Sinaihalbinsel. In: Zeitschrift des deutschen Palästinavereins. 45, 1922, S. 61–79, S. 97–219.
- Repetitorium der Geologie. Leipzig 1922.
- Vorkommen und Beschaffenheit der Werk- und Dekorationssteine in Thüringen. Berlin 1939.
- (Hrsg.): Exkursionsführer Thüringer Becken. Jahrestagung der Geologischen Gesellschaft in der Deutschen Demokratischen Republik vom 23. bis 26. April 1959 in Weimar. Berlin 1959.
- Die Kali- und Steinsalzlagerstätten des Zechsteins in der Deutschen Demokratischen Republik. Teil 1: Das Werra-Gebiet. Berlin 1960.
- Bauwerk und Baustein. In: Wissenschaftliche Zeitschrift der Hochschule für Architektur und Bauwesen Weimar. Jg. 8, H. 1, 10, 1963, S. 585–592.
- mit Gerd Seidel: Geologische Karte von Thüringen (Bezirke Erfurt, Gera und Suhl). Gotha 1971.
- Zur Geschichte der Thüringischen Geologischen Landesuntersuchung. In: Wissenschaftliche Zeitschrift der Hochschule für Architektur und Bauwesen Weimar. Jg. 20, H. 1, 1973, S. 91–95.
- mit Gerd Seidel (Hrsg.): Geologie von Thüringen. Gotha 1974.

## Material
Der fachliche Nachlass von Walter Hoppe befindet sich in der UB der Technischen Universität Bergakademie Freiberg (Signatur NL 052).
Fotos von Walter Hoppe, die sein Schüler Walter Steiner angefertigt hat, befinden sich seit 2008 im Geologen-Archiv in Freiburg im Breisgau (mündliche Mitteilung von Walter Steiner am 20. September 2010).